# 씬 (2003년 영화)
《씬》(영어: The Order 혹은 영어: The Sin Eater)은 미국에서 제작된 브라이언 헬걸런드 감독의 2003년 미스터리 스릴러 영화이다. 히스 레저, 섀넌 소서먼 등이 출연하였고, 크레이그 바움가튼 등이 제작에 참여하였다.

## 줄거리
세상에는 가톨릭교회를 믿는 것 외에 천국에 가는 방법이 하나 더 존재한다. 바로 죄식자(Sin Eater)가 죽음을 앞둔 자의 영혼이 저질러온 모든 죄를 제거해 영혼을 정화해주는 것이다. 영화 속에서 가톨릭교회는 이를 이단으로 규정한다.
악령 퇴치에 특히 심혈을 기울이는 가상의 캐럴리니언회를 이끌던 도미닉 신부가 로마에서 석연치 않게 사망하자 차기 교황으로 유력한 추기경 드리스컬은 조사를 위해 캐럴리니언회 소속인 사제 앨릭스를 파견한다. 로마 시체 안치소를 찾은 앨릭스는 도미닉의 시체에서 죄식자의 표식을 발견하는데...

## 출연
- 히스 레저 - 앨릭스 버니에이 역
- 섀넌 소서먼 - 마라 윌리엄스 역
- 베노 퓌르만 - 윌리엄 이든 역
- 마크 애디 - 토머스 개릿 역
- 피터 웰러 - 드리스컬 역
- 프란체스코 카르넬루티 - 도미닉 역

## 기타 제작진
- 미술: 밀렌 크레카 클라코비치
- 의상: 캐럴라인 해리스